# 야드

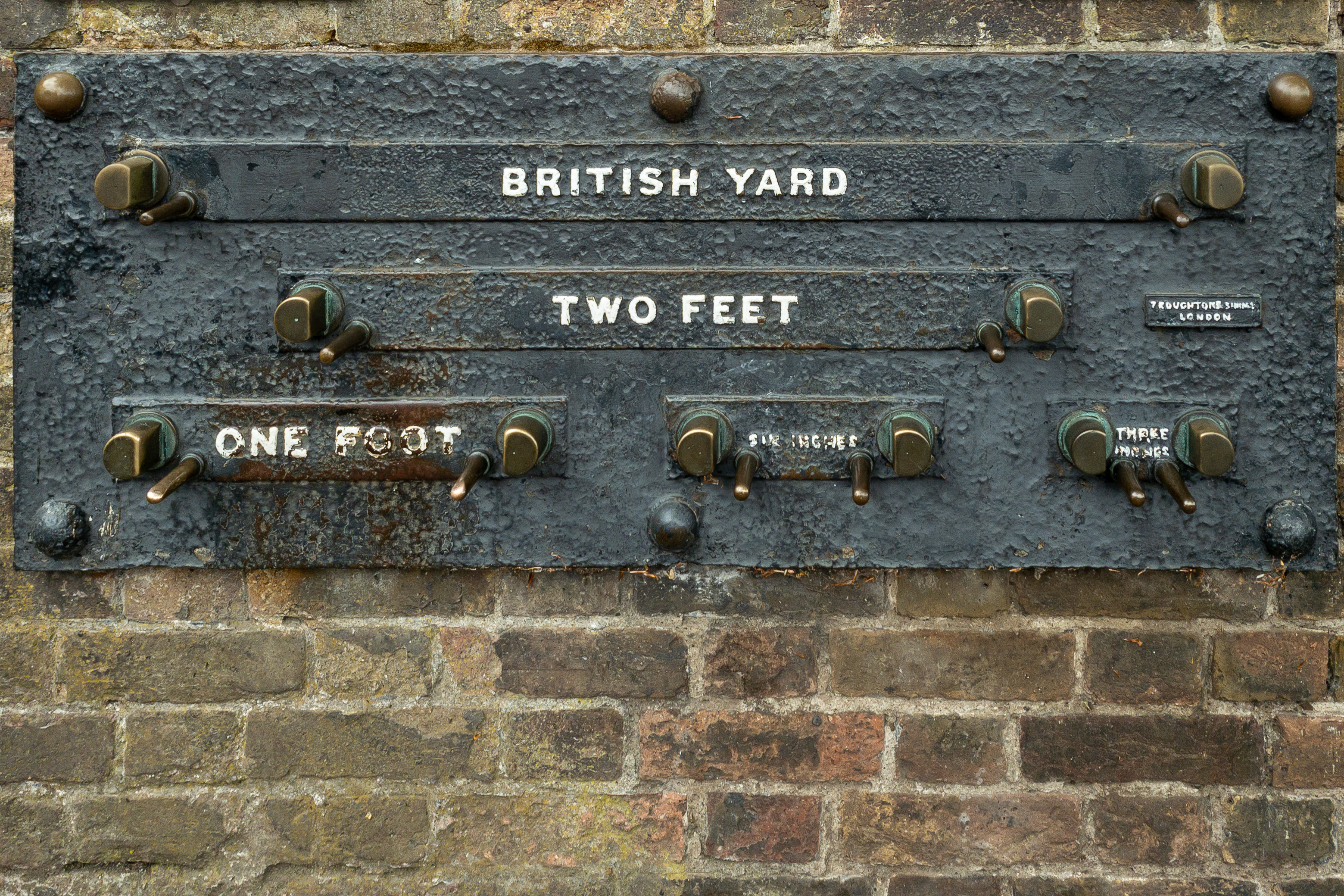
왕립 그리니치 천문대에 19세기 세워진 비공식 공공 제국 측정 표준: 1 영국 야드, 2 피트, 1 피트, 6 인치, 3 인치. 이 부정확한 기념비는 62 °F (16.66 °C)의 주변 온도에서 올바른 측정 막대가 핀에 꼭 맞도록 설계되었다.

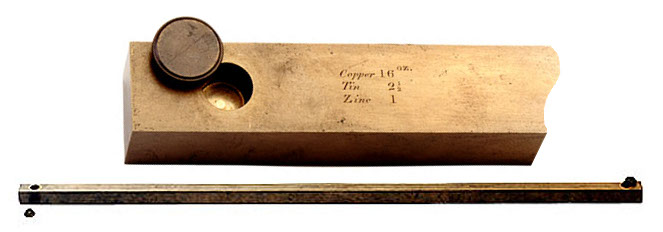
1855년부터 미국 재무부가 공식적으로 미터 표준을 채택한 1892년까지 미국의 공식 길이 표준이었던 청동 야드 No.11. 청동 야드 No.11은 의회가 보유한 영국 제국 표준 야드의 정확한 복제품으로 주조되었다. 둘 다 선 표준이다. 즉, 야드는 62°F에서 막대 양쪽 끝 근처의 오목한 부분에 설치된 금 마개에 그려진 두 개의 미세한 선 (확대, 위쪽) 사이의 거리로 정의되었다.

야드(yard, 기호: yd)는 영국 제국 단위계와 미국 관습 단위계에서 3 피트 또는 36 인치에 해당하는 길이의 영국식 단위이다. 1959년부터 국제 협정에 따라 정확히 0.9144 미터로 표준화되었다. 1,760 야드의 거리는 1 마일과 같다.
이론적인 미국 측량 야드는 아주 약간 더 길다.

## 이름
야드라는 용어는 고대 영어 gerd, gyrd 등에서 파생되었는데, 이는 가지, 막대, 측정봉에 사용되었다. 이는 7세기 후반 이네의 법률에 처음 기록되었으며, 언급된 "땅의 야드"는 옛 영어의 세금 평가 단위인 야드랜드로, 1⁄4 하이드와 같았다. 같은 시기에 린디스판 복음서의 마태오의 복음서에 나오는 세례자 요한의 사신들 이야기에서는 바람에 흔들리는 가지를 야드로 표현했다. 야드랜드 외에도 고대 영어와 중세 영어는 모두 "야드"의 형태를 사용하여 에이커 계산에 사용되는 15 피트 (4.6 m) 또는 16.5 피트 (5.0 m)의 측량 길이를 나타냈는데, 이 거리는 현재 일반적으로 "로드"로 알려져 있다.
세 영국식 피트의 단위는 약  1300c.년의 법령(아래 참조)에 기록되어 있지만, 거기서는 엘 (ulna, lit. "팔")이라고 불리는데, 이는 별개의 단위이며 보통 약 45 인치 (1,100 mm)으로 더 길다. 이 길이를 설명하기 위해 '야드' (중세 영어: ȝerd 또는 ȝerde)라는 단어가 사용된 것은 윌리엄 랭글런드의 시 《농부 피어스의 꿈》에서 처음 발견된다. 이 용법은 왕과 그의 관리들이 보유한 표준 원형 막대에서 유래한 것으로 보인다(아래 참조).
'야드'라는 단어는 '울타리로 둘러싸인 땅'이라는 의미의 '야드'와 동형이의어이다. '야드'의 두 번째 의미는 '정원'이라는 단어와 관련된 어원을 가지고 있으며 측정 단위와는 관련이 없다.
인도에서는 야드를 구즈(guz)라고도 부르며, 3피트와 같다.

## 역사

### 기원
야드 측정의 기원은 불확실하다. 로마인과 웨일스인 모두 더 짧은 피트의 배수를 사용했지만, 2+1⁄2 로마 피트는 "걸음"(라틴어: gradus)이었고 3 웨일스식 피트는 "걸음"(웨일스어: cam)이었다. 원시 게르만어 큐빗 또는 팔 길이는 *alinô로 재구성되었는데, 이는 고대 영어 eln, 중세 영어 elne, 그리고 현대 엘 1.25 yd (1.14 m)로 발전했다. 이로 인해 일부는 3개 영국 피트의 야드를 걸음걸이에서 유래한 것으로 보았고, 다른 일부는 엘 또는 큐빗에서, 또 다른 일부는 헨리 1세의 팔 표준(아래 참조)에서 유래한 것으로 보았다. 다른 "야드"의 어원을 바탕으로 일부는 원래 사람의 허리 둘레에서 유래했다고 제안하는 반면, 다른 일부는 부피 측정으로 시작되었다고 믿는다. 한 영국 공식 보고서는 다음과 같이 기록하고 있다.
측정의 표준은 항상 발, 팔 길이, 손뼘과 같은 인체 일부나 보리알, 다른 종류의 곡물과 같은 다른 자연물에서 가져왔다. 그러나 야드는 초기 영국 군주들이 채택한 원래 표준이었으며, 색슨족의 흉부 너비를 기반으로 한다고 추정되었다. 야드는 헨리 7세 때까지 계속되었는데, 그 후 1야드 4분의 1, 즉 45인치인 엘이 도입되었다. 엘은 파리 옷감 상인들로부터 빌려왔다. 그러나 이후 엘리자베스 여왕은 야드를 영국 측정 표준으로 재도입했다.

### 엘에서 야드로
원형 측정에 대한 가장 초기 기록은 에드거 평화왕이 앤도버에서 위테나게모트에게 그의 왕국 전체에 걸쳐 "윈체스터에서 보관된 측정"을 지켜야 한다고 지시한 법령 에드거 2장 8절(AD 959 x 963)으로, 여러 변형된 필사본에 남아 있다. (일부 필사본은 "런던과 윈체스터에서"라고 읽는다.) 윌리엄 1세의 법령도 마찬가지로 그의 전임자들의 표준 측정을 언급하고 유지하지만 그 이름을 명시하지는 않는다.

맘즈베리의 윌리엄의 《영국 왕들의 행적》은 헨리 1세 (1100–1135) 통치 기간 동안 "그의 팔 길이를 적용하여 상인들의 잘못된 엘을 교정하고 잉글랜드 전역에 강제했다"고 기록한다. 왕의 코로 길이가 제한되었다는 민간 전설은 몇 세기 후에 추가되었다. 찰스 무어 왓슨은 윌리엄의 설명을 "유치하다"고 일축하지만, 윌리엄은 가장 양심적이고 신뢰할 수 있는 중세 역사가 중 한 명이었다. 프랑스의 "국왕의 발"은 카롤루스 대제에서 유래한 것으로 추정되며, 영국 왕들은 이후 세금 수입을 늘리기 위해 더 짧은 단위를 반복적으로 부과했다.
이 짧은 단위의 가장 초기에 남아 있는 정의는 야드와 퍼치의 구성법에 나타나는데, 이는 미확정 법령 중 하나로, 에드워드 1세 또는 에드워드 2세의 통치 기간인 약  1300c.년으로 잠정적으로 추정된다. 그 문구는 현존하는 기록마다 다르다. 한 기록은 다음과 같다.
말린 보리 알갱이 3개가 1 인치를 만들고, 12인치가 1 피트를 만들고, 3피트가 1 야드를 만들고, 5와 2분의 1 야드가 1 퍼치를 만들고, 길이 40퍼치에 너비 4퍼치가 1 에이커를 이룬다.
《리버 혼》 편집본 (1311)에는 약간 다른 문구로 그 법령이 포함되어 있으며 다음과 같이 덧붙여져 있다.
우리 주 국왕의 철 야드는 3 피트를 포함하며 그 이상은 아니다. 그리고 1 피트는 이 야드로 측정한 정확한 측정에 따라 12 인치를 포함해야 한다. 즉, 이 야드의 정확하게 측정한 36분의 1이 1 인치를 만들며 그 이상도 이하도 아니다. 그리고 5와 2분의 1 야드는 퍼치를 만들며, 이는 우리 주 국왕의 상기 야드로 측정한 16과 2분의 1 피트이다.
일부 초기 서적에서는 이 법령이 토지 측정법이라는 불확실한 날짜의 다른 법령에 첨부되었다. 이 법령은 1824년 도량형법까지 폐지되지 않았다.

### 야드와 인치
1439년 법(18 Hen. 6. c. 16)에서 "야드와 한 줌"에 의한 옷감 판매가 폐지되고 "야드와 인치"가 제정되었다. (참조: 엘)
왕국 전체에 걸쳐 옷감의 측정은 런던 측정에 따라 야드와 한 줌이 아닌 야드와 인치로만 이루어져야 한다.
코너에 따르면 옷감 상인들은 이전에 옷감에 대한 높은 세금을 회피하기 위해 야드와 한 줌으로 옷감을 판매했다 (추가 한 줌은 본질적으로 암시장 거래였다). 집행 노력으로 옷감 상인들이 야드와 인치로 전환하게 되었고, 이 시점에서 정부는 포기하고 야드와 인치를 공식화했다. 1552년에 옷감 측정용 야드와 인치는 법으로 다시 승인되었다 (5 & 6 Edw. 6. c. 6. 양모 옷감의 진정한 제작을 위한 법).
XIV. 그리고 상기 축제 이후 광폭직물 및 톤턴 옷감, 브리지워터스 및 기타 이와 유사한 장소에서 만들어질 모든 옷감은 물 속에서 길이 12야드에서 13야드 사이에 자로 측정한 야드와 인치로, 너비는 야드의 7쿼터로 구성되어야 한다: (2) 그리고 상기 축제 이후 상기 도시나 이와 유사한 다른 장소에서 만들어질 모든 협폭직물은 물 속에서 길이 23야드에서 25야드 사이에 상술한 야드와 인치로, 너비는 이와 유사한 측정의 1야드로 구성되어야 한다; (3) 그리고 광폭직물과 협폭직물 모두 잘 세척되고, 두꺼워지고, 축융되고 완전히 건조된 것은 최소한 34파운드의 무게를 가져야 한다.XV. 그리고 상기 축제 이후 만들어질 체크-커시 및 스트레이츠라고 불리는 모든 옷감은 젖은 상태에서 상술한 인치 포함 야드로 17야드에서 18야드 사이에 포함되어야 하며, 너비는 물 속에서 최소 1야드여야 한다; 그리고 잘 세척되고, 두꺼워지고, 축융되고 완전히 건조된 것은 최소한 24파운드의 무게를 가져야 한다.

옷감 측정을 위한 야드와 인치는 1557–1558년 법률에서도 다시 승인되었다 (4 & 5 Ph. & M. c. 5. 양모 옷감 제작에 관한 법. 9조).
IX. 또한, 상기 법에서 언급된 모든 일반 커시는 물 속에서 길이 16야드에서 17야드 사이에 야드와 인치로 구성되어야 하며, 잘 세척되고, 두꺼워지고, 축융되고, 가공되고 완전히 건조된 것은 최소 19파운드의 무게를 가져야 한다:...
최근인 1593년에도 같은 원리가 다시 언급되었다 (35 Eliz. 1. c. 10. 현재 여왕 폐하의 통치 34년 선포에 따른 데본셔 커시 또는 더즌이라고 불리는 옷감의 여러 오용 개혁에 관한 법. 3조).
(2) 그리고 그 모든 데본셔 커시 또는 더즌은 가공되지 않은 상태로, 직공의 직조기에서 나온 그대로 (랙킹, 스트레칭, 늘리기 또는 기타 길이를 늘리는 방법 없이) 자로 측정한 야드와 인치로 15야드에서 16야드 사이에 길이를 포함해야 한다,...

### 물리적 표준
현존하는 가장 오래된 야드 막대 중 하나는 상인 재봉사 명예 조합의 옷감 야드이다. 이는 직경 5⁄8 in (16 mm), 야드보다 1⁄100 in (0.25 mm) 짧은 육각형 철 막대로 구성되어 있으며, 1445년 각인된 은 막대 안에 싸여 있다. 15세기 초, 상인 재봉사 회사는 매년 열리는 성 바르톨로메오의 날 옷감 박람회 개막식에서 "수색"할 권한을 부여받았다. 18세기 중반, 그레이엄은 왕립학회의 표준 야드를 다른 기존 표준들과 비교했다. 이들은 헨리 7세 재위 기간인 1490년에 만들어진 "오랫동안 사용되지 않은" 표준과 엘리자베스 여왕 재위 기간인 1588년에 만들어져 당시에도 사용 중이던, 국고 보관소에 보관된 황동 야드와 황동 엘이었다. 또한 길드홀에 보관된 황동 야드와 황동 엘, 그리고 1671년 국고 보관소에서 시계 제조업자 조합에 기증된 황동 야드가 있었다. 국고 야드는 "진정한" 것으로 간주되었으며, 편차는 인치 중 +1⁄20에서 -1⁄15로 나타났고, 왕립학회 표준에는 국고 야드를 위한 추가 눈금이 만들어졌다. 1758년 의회는 표준 야드 제작을 요구했으며, 이는 왕립학회 표준으로 만들어져 하원 서기에게 기탁되었다. 이 야드는 피트로 나뉘고, 그 피트 중 하나는 인치로, 그 인치 중 하나는 10분의 1로 나뉘었다. 상업용으로 사용하기 위해 그 복사본이 국고 보관소에 만들어졌는데, 다른 측정 막대를 끼울 수 있는 수직 뺨이 있었다.

### 19세기 영국
존 플레이페어, 윌리엄 하이드 울러스턴, 존 워너의 1814년 왕립학회 조사에 따라 의회 위원회는 초진자의 길이를 기준으로 표준 야드를 정의할 것을 제안했다. 이 아이디어는 검토되었지만 승인되지는 않았다. 1824년 도량형법 (5 Geo. 4. c. 74)은 도량형의 통일성을 확정하고 수립하기 위한 법으로 다음과 같이 규정하고 있다.
1825년 5월 1일 이후, "Standard Yard 1760"이라고 새겨진, 현재 하원 서기가 보관하고 있는 직선 황동 막대의 금 스터드에 있는 두 점의 중심 사이의 직선 또는 거리는 야드라고 불리는 길이 또는 선형 확장 측정의 원래적이고 진정한 표준임을 선언하고, 화씨 온도계로 62도 온도에서의 황동 막대 내 금 스터드에 있는 상기 두 점의 중심 사이의 상기 직선 또는 거리는 임페리얼 표준 야드라고 명명되며, 모든 다른 확장 측정, 선형, 표면 또는 고체이든 상관없이 파생되고 계산되고 확인되는 단위 또는 유일한 확장 표준 측정임을 선언한다. 그리고 모든 길이 측정은 상기 표준 야드의 부분 또는 배수, 또는 특정 비율로 취해져야 하며, 상기 표준 야드의 3분의 1은 피트가 되고, 그 피트의 12분의 1은 인치가 되어야 한다. 그리고 폴 또는 퍼치의 길이는 5와 2분의 1 야드를 포함해야 하며, 펄롱은 220 야드를, 마일은 1760 야드를 포함해야 한다.
1834년, 주요 제국 야드 표준은 영국 국회의사당 화재로 알려진 화재로 부분적으로 파괴되었다.. 1838년에 파괴된 트로이 파운드를 포함하여 소실된 표준을 재건하기 위한 위원회가 구성되었다. 1845년에 새로운 야드 표준이 이전에 존재했던 A1과 A2라는 두 가지 표준(둘 다 측지 조사를 위해 만들어짐)과 왕립천문학회의 야드인 R.S. 46을 기반으로 제작되었다. 이 세 가지는 화재 이전에 제국 표준과 비교되었다.
새로운 표준은 구리 16부, 주석 2+1⁄2부, 아연 1부로 구성된 베일리 금속 No. 4로 만들어졌다. 길이는 38인치, 너비는 1인치 정사각형이었다. 1855년 도량형법은 새로운 표준에 공식 인정을 부여했다. 1845년과 1855년 사이에 40개의 야드 표준이 제작되었으며, 그 중 하나가 새로운 제국 표준으로 선정되었다. 나머지 4개는 '의회 사본'으로 알려져 있으며, 조폐국, 런던 왕립 학회, 그리니치 천문대, 웨스트민스터 신궁(일반적으로 의회 건물이라고 불림)에 배포되었다. 나머지 35개의 야드 표준은 런던, 에든버러, 더블린 시는 물론 미국과 다른 나라에 배포되었다 (단, 처음 5개만 공식적인 지위를 가졌다). 미국이 받은 제국 표준은 "청동 야드 No. 11"로 알려져 있다.
1878년 도량형법 (41 & 42 Vict. c. 49)은 기존 야드 표준의 지위를 확인하고, 여러 야드 표준 간의 정기적인 상호 비교를 의무화했으며, 추가 의회 사본(1879년에 제작되어 의회 사본 VI으로 알려짐) 제작을 승인했다.

### 야드를 미터로 정의
후속 측정 결과, 야드 표준과 그 사본은 제작 과정에서 발생한 응력의 점진적 해제로 인해 20년마다 100만분의 1의 비율로 줄어들고 있음이 밝혀졌다.
반면 국제 원형 미터는 비교적 안정적이었다. 1895년에 수행된 측정은 제국 표준 야드에 비해 미터의 길이가 39.370113 인치임을 확인했다. 1897년 도량형 (미터법) 법 (60 & 61 Vict. c. 46)은 칙령 411호 (1898)와 함께 이 관계를 공식화했다. 1898년 이후, 야드의 사실상 법적 정의는 미터의 36⁄39.370113로 받아들여지게 되었다.
야드(미국에서는 "국제 야드"로 알려짐)는 1959년 오스트레일리아, 캐나다, 뉴질랜드, 남아프리카 공화국, 영국 및 미국 간의 협정에 따라 정확히 0.9144 미터로 법적으로 정의되었다. 영국에서는 이 조약의 조항들이 1963년 도량형법에 의해 비준되었다. 1855년의 제국 표준 야드는 영국 기본 표준 야드로 이름이 변경되었고, 국가 원형 야드로서 공식적인 지위를 유지했다.

## 현재 사용

영국 도로 표지판에서는 짧은 거리(예: 피크닉 장소 150야드 전방)는 야드로 표시하고, 긴 거리는 마일로 표시한다.

야드는 미식축구, 캐나디안 풋볼, 축구, 크리켓, 그리고 일부 국가에서 골프 경기장의 치수를 정의하는 데 사용된다.
해당하는 넓이 및 부피 단위로는 각각 제곱야드와 세제곱야드가 있다. 이들은 모호함이 없는 경우 단순히 "야드"라고 불리기도 하는데, 예를 들어 미국이나 캐나다의 콘크리트 믹서에는 "9야드" 또는 "1.5야드"의 용량이 표시될 수 있으며, 이때는 분명히 세제곱야드를 의미한다.
야드는 영국의 도로 표지판에서 짧은 거리를 나타내는 법적 요구사항으로도 사용되며, 미국과 마찬가지로 영국인들 사이의 대화에서 거리 단위로 자주 사용된다.

### 직물과 팻 쿼터
야드는 8분할하여 미국과 영국에서 직물 구매에 사용되며 이전에 다른 곳에서도 사용되었다. 미국에서는 "팻 쿼터"라는 용어가 롤에서 잘라낸 길이 0.5야드의 직물을 폭을 따라 다시 잘라 롤 폭의 절반이 되도록 만든 조각을 의미하며, 따라서 롤의 전체 폭에서 잘라낸 0.25야드 조각과 동일한 면적을 가진다. 이러한 조각들은 조각 이불과 퀼팅에 인기가 많다. "팻 에이스"라는 용어도 사용되는데, 이는 롤 폭의 절반에서 잘라낸 0.25야드 조각으로, 롤에서 잘라낸 0.125야드 조각과 동일한 면적을 가진다.

## 등가성
옷감 측정 목적상, 초기 야드는 이진법으로 2, 4, 8, 16 부분으로 나뉘었다. 가장 일반적인 두 가지 분할은 4분의 1과 16분의 1이었다. 야드의 4분의 1 (9인치)은 "쿼터"라고 불렸고, 야드의 16분의 1 (2.25인치)은 네일이라고 불렸다. 야드의 8분의 1 (4.5인치)은 때때로 핑거라고 불렸지만, 보통 단순히 야드의 8분의 1로 지칭되었고, 반 야드 (18인치)는 "반 야드"라고 불렸다.
야드와 관련된 다른 단위들은 옷감 측정에만 국한되지 않는다. 2야드는 패덤이고, 야드의 4분의 1(옷감을 지칭하지 않을 때)은 스팬이다.

## 환산
500000 (국제) 야드 = 499999 측량 야드 = 457200 미터.
1250 (국제) 야드 = 1143 미터.
3937 측량 야드 = 3600 미터.
1 (국제) 야드 = 0.999998 측량 야드 = 0.9144 미터.
1 측량 야드 ≈ 0.914401828803... 미터.
1 (국제) 법정 마일 = 8 국제 펄롱 = 80 국제 체인 = 1760 (국제) 야드.
1 측량 마일 = 8 펄롱 = 80 체인 = 1760 측량 야드.
여기서
- 1959년 이전 미국 야드 – 1869년 정의, 1893년 시행,[66] 2023년 폐지[67] 측량 목적상, 특정 1959년 이전 단위는 "측량"이라는 단어가 앞에 붙어 유지되었는데, 그 중에는 측량 인치, 측량 피트, 측량 마일(또는 법정 마일)이 있다. 로드와 펄롱은 1959년 이전 형태로만 존재하며 따라서 "측량"이라는 단어가 앞에 붙지 않았고, 측량 피트와 동시에 폐지되었다. 로드와 펄롱의 새로운 환산 계수는 NIST에 의해 각각 16.5 국제 피트와 660 국제 피트로 발표되었다.[68] 그러나 "측량 야드"가 실제로 존재했는지는 불분명하다.[69]
- 국제 야드 (1959년 정의):[70][71]